# Браун, Бретт
Бретт Браун (англ. Brett Brown, род. 16 февраля 1961 года) — американский баскетбольный тренер. С 2013 по 2020 года работал главным тренером клуба Национальной баскетбольной ассоциации «Филадельфия Севенти Сиксерс». До этого работал ассистентом главного тренера в «Сан-Антонио Спёрс».

## Клубная карьера
Браун начинал его карьеру в 1988 году помощником главного тренера клуба НБЛ «Мельбурн Тайгерс». Браун был назначен главным тренером «Норт Мельбурн Джайентс» в 1993 году. «Джайентс» выиграл чемпионат в 1994 году и Браун был назначен «тренером года НБЛ».
B сезоне 1998/1999 Браун работал за «Сан-Антонио Спёрс» без зарплаты в отделе баскетбольных операций.
С 2000 по 2002 год Браун работал тренером клуба «Сидней Кингз».
В 2002 году Браун вернулся в «Спёрс» в качестве Директора развития игроков и стал помощником тренера Грегга Поповича в 2007 году. В течение десяти лет «Спёрс» выиграл Финал НБА в 2003, 2005 и 2007 годах.
В августе 2013 года, Браун был назначен главным тренером «Филадельфия Севенти Сиксерс». Подписал контракт на четыре года.

## Сборная Австралии
С 2003 по 2005 год Браун работал ассистентом главного тренера сборной Австралии. С 2009 по 2012 год являлся главным тренером. Под его руководством, сборная заняла 10-е место в чемпионат мира по баскетболу 2010 года и дошла до четвертьфинала Олимпийского турнир по баскетболу 2012 года.